# ヌードの夜
『ヌードの夜』（ヌードのよる）は、石井隆監督・脚本による1993年公開のサスペンス・ミステリー映画。

## ストーリー
村木哲郎（竹中直人）は、何でも屋だ。廃ビルを事務所兼自宅にして、ゴミ掃除から犬の散歩まで何でも請け負って気儘なその日暮しをしている。そんな村木の事務所に、依頼人・土屋名美（余貴美子）が訪ねて来た。東京に出て来て右も左も分からないので、観光案内をして欲しいという。村木は、名美に頼まれるまま東京の名所を案内して回って無事依頼をやり遂げた。その夜、名美から電話が掛かって来た。急遽帰ることになったので、ホテルに預けた荷物を自宅に送って欲しいという。指定されたホテルの部屋に行ってみると、そこには何と男（根津甚八）の変死体が転がっていた。ここで初めて、村木は自分が嵌められたことに気付いた。このままでは殺人の濡衣を着せられてしまう。村木は慌てて部屋を掃除し、男の死体をスーツケースに詰めて逃げ出した。例の依頼人は一体何処の誰なのか？村木は、何でも屋の経験と伝手を使って名美を探し出そうとするのだが……

## 出演
- 竹中直人：紅次郎（村木哲郎）
- 余貴美子：土屋名美
- 椎名桔平：仙道達
- 清水よし子：正子
- 岩松了：志村
- 小林宏史：広瀬
- 田口トモロヲ：健三
- 小形雄二：中沢
- 速水典子：柏原
- 岡村洋一：加藤
- 夏川加奈子：管理人
- 高原あきら：店員・岡崎宏子
- 野崎名美：店員・野崎京子
- 飯島大介：田中（歌舞伎町のヤクザ）
- 蟷螂襲：戸塚（歌舞伎町のヤクザ）
- 横田茂美：横田（歌舞伎町のヤクザ）
- 筑紫野はな：ホテルのフロント
- 室田日出男：葬儀場の住職
- 根津甚八：行方耕三

## スタッフ
- 監督：石井隆
- 製作：稲見宗孝、岡田裕
- プロデューサー：成田尚哉、新津岳人
- 脚本：石井隆
- 撮影：佐々木原保志
- 美術：山崎輝
- 照明：安河内央之
- 音楽：安川午朗
- 録音：杉山篤
- 編集：川島章正